# Castanopsis megacarpa
Castanopsis megacarpa är en bokväxtart som beskrevs av James Sykes Gamble. Castanopsis megacarpa ingår i släktet Castanopsis och familjen bokväxter. Inga underarter finns listade.